# 岸竹堂
岸 竹堂（きし ちくどう、文政9年4月22日（1826年5月28日） - 明治30年（1897年）7月27日）は、日本の幕末から明治時代に活躍した日本画家。幼名は米吉、名は昌禄、字は子和、通称は八郎。竹堂は号で、他に残夢、真月、虎林、如花など。岸派の4代目で、明治期の京都画壇で、森寛斎、幸野楳嶺とともに3巨頭の1人に数えられた画家である。

## 略歴
彦根藩（現彦根市）代官役・寺居孫二郎重信の三男として彦根城下に生まれる。天保7年（1836年）数え11歳で地元の絵師で彦根藩士中島安泰に狩野派の手ほどきを受ける。天保13年（1842年）17歳の時、京狩野9代目の狩野永岳に入門するが、粉本主義の狩野派の指導法に疑問を感じ、翌年四条派の流れを組む岸派の岸連山に師事した。安政元年（1854年）29歳で連山の娘素子と結婚し、岸家の養子となる。この前後、二条城本丸御殿や御所造営に際して障壁画を描く。安政4年（1857年）有栖川宮に出仕し、安政6年（1859年）11月には連山の子・岸九岳が未だ幼少なため岸家を継ぎ、竹堂の歩みは順風だった。画風も円山派の長沢芦雪に私淑し、その構図法を学び一段と飛躍を見せる。
幕末の混乱期には、絵師としての生活が成り立たず困窮する。師連山も亡くなり、禁門の変で家を焼かれ、書き溜めた写生や模写の画稿も焼失してしまう。この時丹後岩滝の廻船問屋山家屋小室家を頼る。慶応元年（1865年）から足掛け3年丹後に滞在し、この地に多くの作品を残した。なお、丹後には後の作品も複数残っており、竹堂と丹後の関係は続いていたとも考えられる。生活のため旅亭を営んだり、蚊帳屋、蝋燭屋などを始めるも、どれもうまくいかなかった。明治6年（1873年）千總の西村總左衛門と出会い、京友禅の下絵を描いて糊口をしのいだ。竹堂の流麗な意匠により、千總の友禅は一世を風靡したという。
この成功で生活が安定した竹堂は、新たに大作にも取り組み始める。明治13年（1880年）6月、新たに設置された京都府画学校に教員に着任。明治17年（1884年）第二回内国絵画共進会に「晩桜図」を出品し3等銅賞、また同年の大阪絵画品評会に「池辺に菊図」で2等賞を受ける。翌年、髙島屋常設画工室が設置されると、田中一華らとこれを担当する。明治23年（1890年）第三回内国勧業博覧会では「猛虎図」六曲一双で二等銀杯を受賞、各展覧会の審査員になるなど京都画壇の指導的画家として活躍した。
しかし、サーカスで見た実物の虎に衝撃を受け（それまでは実物の虎を日本で絵師が直接見ることはなかったため、日本画の虎図は大型の猫のような風貌をしていた）、画風が一変。明治25年（1892年）6月には、「虎図」に執念を燃やして打ち込むあまりに「虎が睨んでいる」と発狂し、一時永観堂の癲狂院に入院する一幕もあったが、この仔虎を抱いた母虎の虎図はシカゴ万国博覧会で銅牌を受賞した。明治29年（1896年）6月30日には帝室技芸員となるが、翌年慢性胃炎のため72歳で没した。墓は京都上京区の本禅寺。墓碑銘は竹堂の死を悼んだ富岡鉄斎が誌した。
西洋絵画の陰影法や遠近法を採り入れた鋭い写生技術を持ち、粉本に頼ることがなかった。動物画・風景画、特に虎と桜を得意とした。弟子に西村五雲、加藤英舟、藤島清漣、浅江柳喬、吉谷清聲、吉岡華堂など。

## 主な作品
| 作品名                                   | 技法               | 形状・員数 | 寸法（縦x横cm）     | 所有者                                       | 年代                   | 落款・印章                                                            | 備考                                                                       |
| ---------------------------------------- | ------------------ | ---------- | ------------------- | -------------------------------------------- | ---------------------- | --------------------------------------------------------------------- | -------------------------------------------------------------------------- |
| 秋景図                                   | 紙本墨画淡彩       | 襖4面      |                     | 二条城                                       | 1847年（弘化4年）      |                                                                       |                                                                            |
| 花卉鳥禽図                               | 絹本著色           | 1幅        | 113.3x41.9          | 滋賀県立近代美術館                           | 1856年（嘉永6年）      |                                                                       |                                                                            |
| 仁田四郎図                               | 板地淡彩金泥引     | 絵馬1面    |                     | 春日神社                                     | 1861年（文久元年）     |                                                                       |                                                                            |
| 龍虎図                                   | 紙本墨画淡彩       | 襖4面      |                     | 天寧寺                                       | 1862年（文久2年）      |                                                                       |                                                                            |
| 随身騎馬図                               | 紙本墨画淡彩       | 襖4面      | 169.1x92.4（各）    | 個人                                         | 1866年（慶応2年）      | 款記「丙寅春日／竹堂岸禄」/「岸禄字子和」白文方印・印文不明朱文長方印 |                                                                            |
| 橋立図巻                                 | 絹本著色           | 1巻        | 26.4x400.0          | 京都市立芸術大学芸術資料館                   | 1866年（慶応2年）      | 款記「丙寅夏土／岸禄／寫」/「岸禄字子和」白文方印・印文不明朱文方印   |                                                                            |
| 梵城泰仙禅師像                           | 絹本著色           | 1幅        |                     | 天寧寺                                       | 1869年（明治2年）頃    |                                                                       |                                                                            |
| 玉田寺障壁画                             | 紙本墨画           | 襖51面     |                     | 与謝野町・玉田寺                             | 1869-70年（明治2-3年） | 「岸禄字子和」白文方印・印文不明朱文長方印                            | 玉田寺には香美町・大乗寺の異名「応挙寺」に対し「竹堂寺」の異名があるという |
| 近江八景図                               | 絹本著色           | 1幅        | 130.7x50.8          | 滋賀県立近代美術館                           | 1871年（明治4年）      |                                                                       |                                                                            |
| 大津唐崎図屏風                           | 絹本墨画           | 八曲一双   |                     | 法人                                         | 1876年（明治9年）      |                                                                       | フィラデルフィア万国博覧会出品                                             |
| 雪山童子図                               | 紙本墨画           | 壁貼付1面  |                     | 本隆寺                                       | 1877年（明治10年）     |                                                                       | 本像の須弥壇背面画                                                         |
| 堅田真景図                               | 絹本著色           | 1幅        | 121.9x32.5          | 滋賀県立近代美術館                           | 1880年（明治13年）頃   |                                                                       |                                                                            |
| 龍虎図                                   | 絹本墨画           | 双幅       | 121.0x189.0（各）   | 本隆寺                                       | 1881年（明治14年）     |                                                                       |                                                                            |
| 谷川に熊図                               | 紙本墨画淡彩       | 襖6面      |                     | 宮内庁                                       | 1883年（明治16年）     |                                                                       | 京都御所御常御殿襖絵                                                       |
| 群猿木ノ実ヲ拾ウ図                       | 紙本著色           | 六曲一双   |                     | 高松宮家                                     | 1888年（明治21年）     |                                                                       |                                                                            |
| 虎図                                     | 絹本著色           | 1幅        | 161.8x71.5          | 東京国立博物館                               | 1890年 （明治23年）    |                                                                       | 3年後のシカゴ・コロンブス博覧会出品                                        |
| 猛虎図屏風                               | 絹本著色           | 六曲一双   |                     | 法人                                         | 1890年 （明治23年）    |                                                                       |                                                                            |
| Tigers by Mountain Streams（右隻・左隻） | 絹本著色           | 六曲一双   | 170.82x367.03（各） | ミネアポリス美術館                           |                        |                                                                       |                                                                            |
| 猛虎図                                   | 紙本著色・金砂子散 | 二曲二双   | 172.0x 230.0（各）  | 滋賀県立近代美術館                           | 1895年（明治28年）     |                                                                       |                                                                            |
| 牛馬図屏風                               | 絹本墨画淡彩       | 六曲一双   |                     | 法人                                         | 1895年 （明治28年）    |                                                                       |                                                                            |
| 東本願寺阿弥陀堂飛檐之間襖絵             | 紙本金地著色       | 8面        |                     | 東本願寺                                     | 1895年（明治28年）     |                                                                       | 内訳は、「桜孔雀図」襖2面、「籬に草花図」腰障子4面、「鳳凰と桐図」蔀戸2面  |
| Tigress with Cubs                        | 絹本淡彩           | 1幅        |                     | ブルックリン美術館                           | 1895年（明治28年）     |                                                                       |                                                                            |
| 東山全景図                               | 紙本淡彩           | 六曲一双   |                     | 高松宮家                                     | 1896年（明治29年）     |                                                                       |                                                                            |
| 少女図                                   | 絹本著色           | 額1面      |                     | 奈良県立美術館                               | 晩年期の作             |                                                                       | 竹堂の美人画は少ない。                                                     |
| 釈迦三尊図                               | 紙本墨画           | 額1面      |                     | 常林寺 (京都市)                              | 制作年不詳             |                                                                       |                                                                            |
| 暗夜高士笛吹図                           | 絹本墨画淡彩       | 1幅        |                     | 枩子菴コレクション（花園大学歴史博物館寄託） |                        |                                                                       |                                                                            |
| 虎図                                     | 絹本著色           | 額1面      | 138.5x69.5          | 富山市郷土博物館                             | 制作年不詳             | 款記「竹堂」                                                          |                                                                            |

## 参考資料
- 村松梢風『岸 竹堂』中央公論社〈本朝画人伝 巻3〉、1941年、285 - 316頁。
  - 村松梢風『岸 竹堂』中央公論社〈本朝画人伝 : 新輯 巻3〉、1972年、303-325頁。ASIN B000J91L2I。
  - 村松梢風『岸 竹堂』中央公論社〈本朝画人伝 巻3〉、1985年、303-325頁。ISBN 978-4-124-02513-2。
  - 村松梢風『岸 竹堂』（中公文庫）中央公論社〈本朝画人伝 巻5〉、1976年。ISBN 9784122004016。
- 村松梢風『岸 竹堂』雪月花書房〈本朝画人伝 巻4〉、1948年、247-277頁。
- 榊原吉郎編 『近代の美術25 円山・四条派の流れ』 至文堂、1974年
- 京都府立総合資料館編集 『近代京都画壇の巨匠 岸竹堂とその芸術』 京都府立総合資料館友の会、1979年
- 『画集 岸竹堂』 ふたば書房、1984年7月30日、ISBN 4-893200-93-3
- 日本美術院百年史編集室編 『日本美術院百年史 第一巻』上下、日本美術院、1989年
- 与謝野町立江山文庫 『江山文庫秋季特別展 近代日本画の足音 岸竹堂の絵画』 与謝野町教育委員会、2008年